# Rota Greca
Rota Greca är en ort och kommun i provinsen Cosenza i regionen Kalabrien i Italien. Kommunen hade 1 095 invånare (2018).